# Club Atlético Los Andes 2010-2011

## Rosa
| N. |                      | Ruolo | Calciatore            |
| -- | -------------------- | ----- | --------------------- |
|    | Argentina (bandiera) | P     | Ariel Barros          |
|    | Argentina (bandiera) | P     | Walter Adrián Cáceres |
|    | Argentina (bandiera) | P     | Luciano Díaz          |
|    | Argentina (bandiera) | D     | Marcos Ramírez        |
|    | Argentina (bandiera) | D     | Martin Pucheta        |
|    | Argentina (bandiera) | D     | Julián Bogao          |
|    | Argentina (bandiera) | D     | Ignacio Celaya        |
|    | Argentina (bandiera) | D     | Patricio Grgona       |
|    | Argentina (bandiera) | D     | Darío Martínez        |
|    | Argentina (bandiera) | D     | Maximiliano Barreiro  |
|    | Argentina (bandiera) | D     | Ignacio Corulo        |
|    | Argentina (bandiera) | D     | Juan Lovato           |
|    | Argentina (bandiera) | D     | Facundo Fernandez     |
|    | Argentina (bandiera) | C     | Anibal Alarcón        |
|    | Argentina (bandiera) | C     | Mariano Cosentino     |
|    | Argentina (bandiera) | C     | Federico Ariel García |
|    | Argentina (bandiera) | C     | José Luis Gómez       |

| N. |                      | Ruolo | Calciatore            |
| -- | -------------------- | ----- | --------------------- |
|    | Argentina (bandiera) | C     | Dario Ruiz            |
|    | Argentina (bandiera) | C     | Leonardo Fino         |
|    | Argentina (bandiera) | C     | Alejandro Friedrich   |
|    | Argentina (bandiera) | C     | Claudio Leguizamón    |
|    | Argentina (bandiera) | C     | Alexis Mendoza        |
|    | Argentina (bandiera) | C     | Jaime Molfeso         |
|    | Argentina (bandiera) | C     | Ignacio Ruano         |
|    | Argentina (bandiera) | C     | Matias Alarcon        |
|    | Argentina (bandiera) | C     | Roberto Matias Vissio |
|    | Argentina (bandiera) | C     | Nicolás Borlenghi     |
|    | Argentina (bandiera) | A     | Rodrigo Acosta        |
|    | Paraguay (bandiera)  | A     | Pablo Villalba Fretes |
|    | Argentina (bandiera) | A     | Diego Churín          |
|    | Argentina (bandiera) | A     | Ignacio Gargiulo      |
|    | Argentina (bandiera) | A     | Jonathan Tridente     |
|    | Argentina (bandiera) | A     | Pablo Solchaga        |
|    | Argentina (bandiera) | A     | Gino Clara            |